# Caroga
Caroga è un comune degli Stati Uniti d'America, situato nello Stato di New York, nella contea di Fulton.

## Storia
L'area è stata colonizzata intorno al 1783.
La cittadina venne creata nel 1842 con parti degli abitati di Bleecker, Johnstown, e Stratford.
Il suo toponimo è una variante del nome del torrente Garoga, che scorre a sud del paese verso il fiume Mohawk. 
La prime attività economiche si basavano su legname e concia delle pelli. Nel 1890 la popolazione era di 624 abitanti.